# Promyślady
Promyślady (biał. Прамышляды; ros. Промышляды) – wieś na Białorusi, w obwodzie witebskim, w rejonie postawskim, w sielsowiecie Nowosiółki.

## Historia
W czasach zaborów w granicach Imperium Rosyjskiego.
W dwudziestoleciu międzywojennym wieś leżała w Polsce, w województwie wileńskim, w powiecie duniłowickim (od 1926 postawskim), w gminie Łuczaj.
Według Powszechnego Spisu Ludności z 1921 roku zamieszkiwało tu 76 osób, 39 były wyznania rzymskokatolickiego a 37 prawosławnego. Jednocześnie 46 mieszkańców  zadeklarowało polską przynależność narodową a 30 białoruską. Było tu 12 budynków mieszkalnych. W 1931 w 16 domach zamieszkiwało 91 osób.
Miejscowość należała do parafii rzymskokatolickiej w Łuczaju i prawosławnej w Andronach. Podlegała pod Sąd Grodzki w Postawach i Okręgowy w Wilnie; właściwy urząd pocztowy mieścił się w m. Łuczaj.
W 1938 roku miejscowość należała do gromady Promyślady gminy Łuczaj.
Po agresji ZSRR na Polskę w 1939 roku wieś znalazła się pod okupacją sowiecką, w granicach BSRR. W latach 1941–1944 była pod okupacją niemiecką. Następnie leżała w BSRR. Od 1991 roku w Republice Białorusi.